# Instituto Europeu de Patentes
O Instituto Europeu de Patentes (IEP) (em inglês European Patent Office – EPO) tem como missão conceder patentes para os estados contratantes da Convenção de Munique sobre a Patente Europeia (EPC), que foi ratificada em Munique no dia 5 de Outubro de 1973 e entrou em vigor a 7 de Outubro de 1977.
Através do IEP é possível, recorrendo ao que se intitula Via Europeia, depositar através de um único pedido de patente ao IEP o equivalente a pedidos de patente nacionais nos vários Estados contratantes da Patente Europeia (Art.2(2)EPC).
O IEP é o ramo executivo da Organização da Patente Europeia, um corpo intergovernamental regido pela EPC, cujos membros são os estados contratantes da EPC. O IEP é supervisionado pelo Conselho de Administração, que é o ramo legislativo da Organização da Patente Europeia e é composto por delegados de todos os estados contratantes.

## Localização

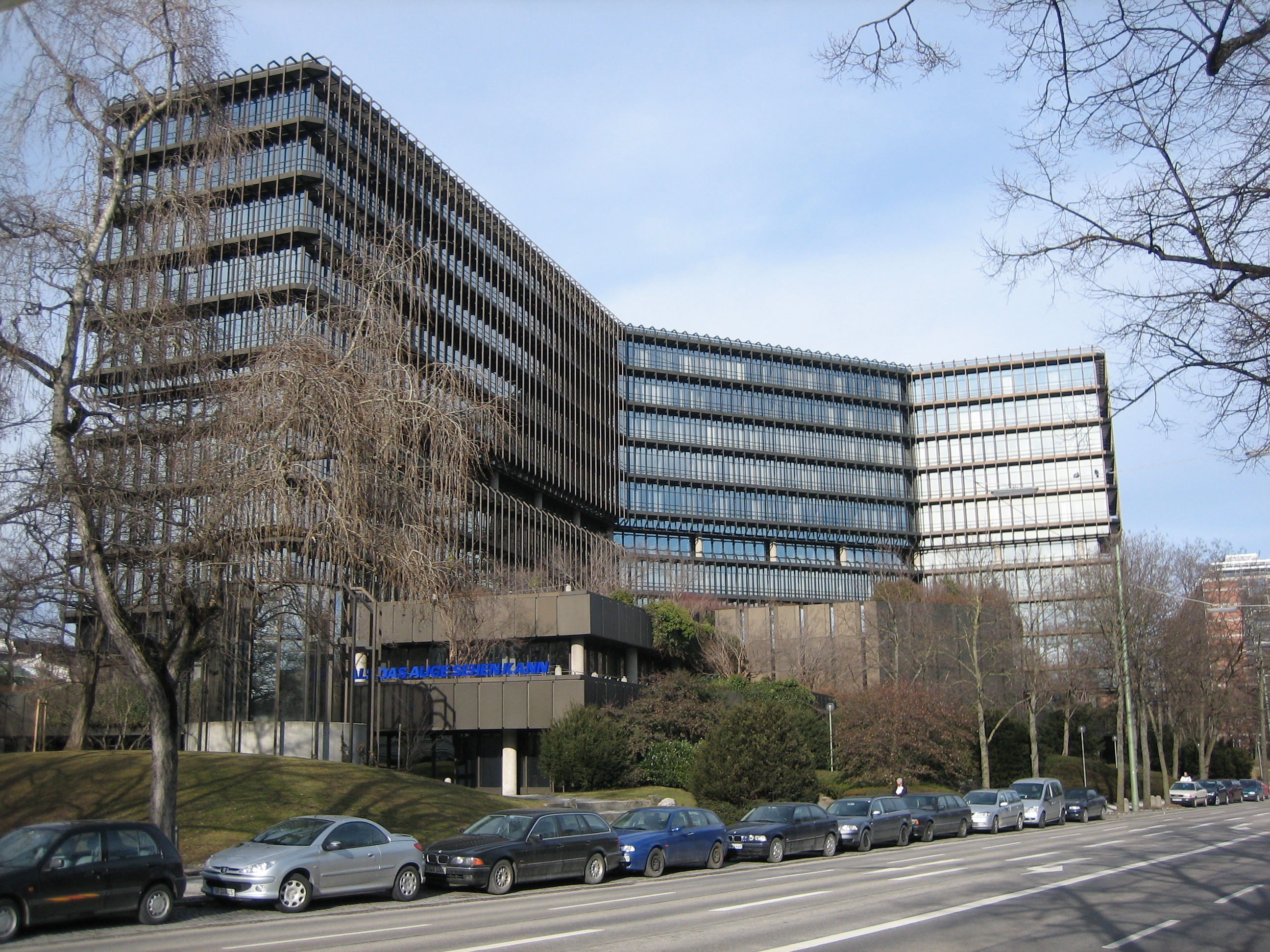
Sede em Munique

O IEP tem a sua sede em Munique (Alemanha), uma delegação em Haia, duas sub-delegações em Berlim e Viena respectivamente e um "bureau de liaison" em Bruxelas (Art. 6 e 7 EPC).

## Estados contratantes
Em Outubro de 2008 existiam 34 estados que aderiram ao EPC:
- Áustria (AT);
- Bélgica (BE);
- Bulgária (BG);
- Suíça (CH);
- Chipre (CY);
- República Checa (CZ);
- Alemanha (DE);
- Dinamarca (DK);
- Estónia (EE);
- Espanha (ES);
- Finlândia (FI);
- França (FR);
- Reino Unido (GB);
- Grécia (GR);
- Croácia (HR),
- Hungria (HU);
- Irlanda (IR);
- Islândia (IS);
- Itália (IT);
- Liechtenstein (LI);
- Lituânia (LT);
- Luxemburgo (LU);
- Letónia (LV);
- Mónaco (MC);
- Malta (MT);
- Países Baixos (NL);
- Noruega;(NO);
- Polónia (PL);
- Portugal (PT),
- Roménia (RO);
- Suécia (SE);
- Eslovénia (SI);
- Eslováquia (SK);
- Turquia (TR).

Existem também 4 estados extensivos (estados que somente reconhecem o EPC, e aos quais a protecção pode ser estendida):
- Albânia (AL)
- Bósnia e Herzegovina (BA)
- Macedônia do Norte (MR)
- Sérvia e Montenegro (YU)

## Historial/Cronologia
- 1973 - Conferência Diplomática de Munique para o estabelecimento de um sistema europeu para a concessão de patentes (assinado por 16 dos 21 países presentes)
- 1977 - Entrada em vigor do EPC no dia 7 de Outubro de 1977 para os estados contractantes Bélgica, Suíça, Alemanha, França, Reino Unido, Luxemburgo e Holanda
- 1978 - Primeiro pedido de patente recebido no dia 1 de Junho de 1978 - integração do Instituto Internacional de Patentes no IEP - estabelecimento da primeira sub-delegação em Berlim - entrada em vigor do PCT
- 1979 - O IEP ultrapassa a marca dos 10 000 pedidos de patente
- 1980 - Concessão dos primeiros pedidos de patente
- 1991 - Integração do Centro de Documentação de Patentes Internacional (INPADOC) no IEP - estabelecimento da sub-delegação de Viena na conferência diplomática de Viena para revisão do Art.63EPC
- 1992 - Concessão do pedido de patente nº 200 000 e publicação do pedido nº 500 000
- 2000 - publicação do milionésimo pedido de patente europeu publicado
- 2002 - Adesão ao EPC dos primeiros países do antigo Bloco de Leste (Bulgária, República Checa, Estónia, Eslovenia e Eslováquia)
- 2005 - A Organização da Patente Europeia atinge 31 estados contratantes

## Protecção através de uma patente obtida pela Via Europeia
As patentes protegem, a título temporário, as invenções que obedecem a certos requisitos legais, definidos através do EPC (artigos referidos entre parêntesis) e do Código de Propriedade Intelectual de cada estado membro.
Assim, podem ser objecto de patente, as invenções:
- Novas, i.e. quando não estão compreendidas no estado da técnica (Art.54EPC);
- implicando actividade inventiva, i.e., não deve, para um perito na especialidade, resultar de uma maneira evidente do estado da técnica (Art. 56EPC), e
- susceptíveis de aplicação industrial (Art. 57EPC)

## O que não pode ser objecto de patente (Art. 52EPC)
Não podem ser objecto de patente
- As descobertas, assim como as teorias científicas e os métodos matemáticos;
- Os materiais ou as substâncias já existentes na natureza e as matérias nucleares;
- As criações estéticas;
- Os projectos, os princípios e os métodos do exercício de actividades intelectuais em matéria de jogo ou no domínio das actividades económicas, assim como os programas de computadores, como tais, sem qualquer contributo;
- As apresentações de informação;
- Os métodos de tratamento cirúrgico ou terapêutico do corpo humano ou animal e os métodos de diagnóstico aplicados ao corpo humano ou animal, podendo contudo ser protegidos os produtos, substâncias ou composições utilizados em qualquer desses métodos.

## Invenções que não se podem proteger por patente (Art. 53EPC)
Também não se podem proteger:
- As invenções cuja exploração comercial seja contrária à lei, à ordem pública, à saúde pública e aos bons costumes, não podendo a exploração ser considerada como tal pelo simples facto de ser proibida por disposição legal ou regulamentar, nomeadamente:
- Os processos de clonagem de seres humanos;
- Os processos de modificação da identidade genética germinal do ser humano;
- As utilizações de embriões humanos para fins industriais ou comerciais;
- Os processos de modificação de identidade genética dos animais que lhes possam causar sofrimentos sem utilidade médica substancial para o homem ou para o animal, bem como os animais obtidos por esses processos.
- O corpo humano, nos vários estádios da sua constituição e do seu desenvolvimento, bem como a simples descoberta de um dos seus elementos, incluindo a sequência ou a sequência parcial de um gene, sem prejuízo dos casos especiais de patenteabilidade, indicados no ponto a seguir;
- As variedades vegetais ou as raças animais, assim como os processos essencialmente biológicos de obtenção de vegetais ou animais.